# 復讐の女神
『復讐の女神』（ふくしゅうのめがみ、原題：미스 마: 복수의 여신）は、2018年にSBSで放送された、韓国のテレビドラマ。

## 概要
『復讐の女神』は、イギリスの推理小説家アガサ・クリスティ作の女性探偵ミス・マープルを主人公とする小説を韓国で初めてテレビドラマ化した作品である。娘を殺したという濡れ衣をきせられた主人公が、真犯人を追いながら推理作家として事件を解決していくミステリドラマ。

## 登場人物
ミス・マ / マ・ジウォン
演 - キム・ユンジン
9年前に娘を殺した罪で投獄される。脱獄して真犯人を追いながら、推理作家ミス・マとして身近に起きる事件を解決していく。本物のマ・ジウォンとの一人二役。
ハン・テギュ
演 - チョン・ウンイン
ミス・マの事件を担当した刑事。脱獄したミス・マを執拗に追いかけるが、事件の真相に疑問を抱き始める。
ソ・ウンジ
演 - コ・ソンヒ
ミス・マの姪と偽り、ミス・マの協力者となる。9年前に失踪した妹を探している。
コ・マルグ
演 - チェ・グァンジェ
心優しいが元暴力団ということで濡れ衣をきせられるが、ミス・マが解決してくれる。このことでミス・マを信頼し、真犯人捜しに協力する。
ペ・ドファン
演 - シヌゥ(B1A4)
巡査。警察官としての使命感はなかったが、ウンジと出会いウンジに好かれるために住民のために奮闘するようになる。

## 製作

### スタッフ
- 脚本 : パク・ジヌ
- 演出 : ミン・ヨンホン、イ・ジョンフン

### エピソード
キム・ユンジンは、本作で19年ぶりのカムバックとなり、ミス・マとマ・ジウォンの一人二役を演じた。
本作で刑事ハン・テギュを演じたチョン・ウンインが、「2018 SBS演技大賞」の「優秀演技賞(週末・毎日ドラマ部門)」で受賞した。

## 放送日程
韓国
| 放送回数 | 放送日     | 放送話 | サブタイトル   |
| -------- | ---------- | ------ | -------------- |
| 第1回    | 2018/10/6  | 第1話  | 計画的な脱走   |
| 第1回    | 2018/10/6  | 第2話  | 真犯人の存在   |
| 第1回    | 2018/10/6  | 第3話  | ９年後の真相   |
| 第1回    | 2018/10/6  | 第4話  | 浮気調査       |
| 第2回    | 2018/10/13 | 第5話  | 迷路ゲーム     |
| 第2回    | 2018/10/13 | 第6話  | 真相を追う者   |
| 第2回    | 2018/10/13 | 第7話  | 第二の被害者   |
| 第2回    | 2018/10/13 | 第8話  | 脅迫状の罠     |
| 第3回    | 2018/10/20 | 第9話  | 女優の心理     |
| 第3回    | 2018/10/20 | 第10話 | 幽霊の所在     |
| 第3回    | 2018/10/20 | 第11話 | 売り込み       |
| 第3回    | 2018/10/20 | 第12話 | 新たな殺人     |
| 第4回    | 2018/10/27 | 第13話 | 無実の証明     |
| 第4回    | 2018/10/27 | 第14話 | 警告           |
| 第4回    | 2018/10/27 | 第15話 | 急接近         |
| 第4回    | 2018/10/27 | 第16話 | 養子縁組       |
| 第5回    | 2018/11/3  | 第17話 | 愛する人のため |
| 第5回    | 2018/11/3  | 第18話 | 守りたいもの   |
| 第5回    | 2018/11/3  | 第19話 | 目撃証言       |
| 第5回    | 2018/11/3  | 第20話 | 不幸を知る人   |
| 第6回    | 2018/11/10 | 第21話 | 2人のミス･マ   |
| 第6回    | 2018/11/10 | 第22話 | マフィアゲーム |
| 第6回    | 2018/11/10 | 第23話 | 共犯者の存在   |
| 第6回    | 2018/11/10 | 第24話 | 犯人捜し       |
| 第7回    | 2018/11/17 | 第25話 | 誘拐の真相     |
| 第7回    | 2018/11/17 | 第26話 | 子供への愛     |
| 第7回    | 2018/11/17 | 第27話 | 本当の被害者   |
| 第7回    | 2018/11/17 | 第28話 | 動かぬ証拠     |
| 第8回    | 2018/11/24 | 第29話 | 確証を得るため |
| 第8回    | 2018/11/24 | 第30話 | バートラム     |
| 第8回    | 2018/11/24 | 第31話 | 人選ミス       |
| 第8回    | 2018/11/24 | 第32話 | 復讐の結末     |

## 派生商品
DVD
- 復讐の女神[7][9]

1. DVD BOX1 (2020年2月4日、ハピネット・メディアマーケティング)
2. DVD BOX2 (2020年3月3日、ハピネット・メディアマーケティング)